# Hans-Joachim Stuck
Hans-Joachim Stuck, nemški dirkač Formule 1, * 1. januar 1951, Garmisch-Partenkirchen, Nemčija.
Hans-Joachim Stuck z vzdevkom Striezel je upokojeni nemški dirkač Formule 1. Debitiral je v sezoni 1974 in je že na tretji kariere za Veliki nagradi Južne Afrike prvič osvojil točke s petim mestom. To mu je uspelo še enkrat v tej sezoni, nikoli v sezoni 1975, trikrat v sezoni 1976, nato pa je prišla njegova najboljša sezona kariere, 1977, ko je osvojil dve zaporedni tretji mesto na Velikih nagradah Nemčije in Avstrije. Po nekoliko slabših sezonah 1978 in 1979, ko je dosegel po eno peto mesto, se je upokojil. V letih 1986 in 1987 je zmagal na dirki 24 ur Le Mansa.

## Popolni rezultati Formule 1
(legenda) (odebeljene dirke pomenijo najboljši štartni položaj, poševne pa najhitrejši krog, †-uvrščen kljub odstopu)
| Leto | Moštvo                      | Šasija        | Motor              | 1       | 2       | 3        | 4        | 5       | 6       | 7       | 8       | 9       | 10      | 11      | 12      | 13      | 14      | 15      | 16      | 17    | Prv | Toč |
| ---- | --------------------------- | ------------- | ------------------ | ------- | ------- | -------- | -------- | ------- | ------- | ------- | ------- | ------- | ------- | ------- | ------- | ------- | ------- | ------- | ------- | ----- | --- | --- |
| 1974 | March Engineering           | March 741     | Cosworth V8        | ARG Ret | BRA Ret | JAR 5    | ŠPA 4    | BEL Ret | MON Ret | ŠVE     | NIZ Ret | FRA DNQ | VB Ret  | NEM 7   | AVT 11  | ITA Ret | KAN Ret | ZDA DNQ |         |       | 16. | 5   |
| 1975 | Lavazza March               | March 751     | Cosworth V8        | ARG     | BRA     | JAR      | ŠPA      | MON     | BEL     | ŠVE     | NIZ     | FRA     | VB Ret  | NEM Ret | AVT Ret | ITA Ret | ZDA 8   |         |         |       | -   | 0   |
| 1976 | March Racing                | March 761     | Cosworth V8        | BRA 4   | JAR 12  |          | ŠPA Ret  | BEL Ret | MON 4   | ŠVE Ret | FRA 7   | VB Ret  | NEM Ret | AVT Ret | NIZ Ret | ITA Ret | KAN Ret | ZDA 5   | JAP Ret |       | 13. | 8   |
| 1976 | Theodore Racing             | March 761     | Cosworth V8        |         |         | ZZDA Ret |          |         |         |         |         |         |         |         |         |         |         |         |         |       | 13. | 8   |
| 1977 | Team Rothmans International | March 761B    | Cosworth V8        | ARG     | BRA     | JAR Ret  |          |         |         |         |         |         |         |         |         |         |         |         |         |       | 11. | 12  |
| 1977 | Martini Racing              | Brabham BT45B | Alfa Romeo Flat-12 |         |         |          | ZZDA Ret | ŠPA 6   | MON Ret | BEL 6   | ŠVE 10  | FRA Ret | VB 5    | NEM 3   | AVT 3   | NIZ 7   | ITA Ret | ZDA Ret | KAN Ret | JAP 7 | 11. | 12  |
| 1978 | Shadow Racing Team          | Shadow DN8    | Cosworth V8        | ARG 17  | BRA Ret | JAR DNQ  |          |         |         |         |         |         |         |         |         |         |         |         |         |       | 18. | 2   |
| 1978 | Shadow Racing Team          | Shadow DN9    | Cosworth V8        |         |         |          | ZZDA DNS | MON Ret | BEL Ret | ŠPA Ret | ŠVE 11  | FRA 11  | VB 5    | NEM Ret | AVT Ret | NIZ Ret | ITA Ret | ZDA Ret | KAN Ret |       | 18. | 2   |
| 1979 | ATS Wheels                  | ATS D2        | Cosworth V8        | ARG DNS | BRA Ret | JAR Ret  | ZZDA DSQ | ŠPA 14  | BEL 8   | MON Ret | FRA DNS | VB DNQ  | NEM Ret |         |         |         |         |         |         |       | 20. | 2   |
| 1979 | ATS Wheels                  | ATS D3        | Cosworth V8        |         |         |          |          |         |         |         |         |         |         |         | AVT Ret | NIZ Ret | ITA 11  | KAN Ret | ZDA 5   |       | 20. | 2   |